# 岸本綾夫
岸本 綾夫（きしもと あやお、1879年6月27日 - 1946年11月28日）は、日本の陸軍軍人、東京市長。軍人としての最終階級は陸軍大将。

## 経歴
岡山藩士・小学校長、岸本美時の二男として生まれる。郡役所書記、陸軍幼年学校を経て、1899年11月、陸軍士官学校（11期）を首席卒業し、翌年6月、砲兵少尉任官。陸軍砲工学校で学び、日露戦争では野砲兵第2連隊副官として出征し、徒歩歩兵第2連隊中隊長となった。旅順攻囲戦、奉天会戦に参加。
要塞砲兵監部勤務の後、帝国大学派遣学生として東京帝国大学工学部造兵学科で学び、1909年7月に卒業した。大阪砲兵工廠員、欧州留学、砲工学校教官、陸軍省副官、陸軍兵器本廠付（軍事調査部）、陸軍省軍務局課員、砲兵課長、野戦重砲兵第4連隊長などを歴任し、1924年12月、陸軍少将に進級した。陸軍科学研究所第2部長、同3部長、兵器局長、欧州出張などを経て、1930年8月、陸軍中将となり、陸軍造兵廠長官、技術本部長を務め、1936年8月、陸軍大将となり予備役に編入された。
その後、第19代東京市長、満州製鉄理事長を務め、撫順で終戦を迎えた。1945年11月28日、紅軍に連行され消息不明となった。1946年11月28日に死去とされている。
1943年4月、芝浦工業大学初代理事長に就任している。

## 栄典
- 1899年（明治32年）11月21日 - 恩賜の銀時計[1]

## 親族
- 二男 岸本次郎（陸軍大尉）
- 手塚太郎 - 司法官。岸本の妻・近江の父。
- 手塚治虫 - 漫画家。岸本の妻・近江の甥。手塚の妻・悦子もまた、岸本の姪であった。
- 角田文衛 - 次女・有智子の夫。